# Соммей, Давид
Дави́д Сомме́й (фр. David Sommeil; родился 10 августа 1974 года в Пуэнт-а-Питре, Гваделупа) — гваделупский футболист, центральный защитник. Выступал за сборную Гваделупы на кубке КОНКАКАФ 2007.

## Клубная карьера
Давид начал заниматься футболом в команде «Сен-Ло».
В 1993 году он присоединился к клубу Лиги 1, «Кан». 8 февраля 1994 года Соммей дебютирует за «Кан» в матче против «Гавра». В следующем сезоне Давид проводит 25 матчей, но его команда занимает 19 место и вылетает в Лигу 2. Уже на следующий год, в том числе благодаря надёжной игре Давида, отыгравшего 30 матчей, «Кан» выигрывает Лигу 2 и возвращается в высший футбольный дивизион Франции.
Летом 1998 года, сыграв за пять лет в «Кане» 119 игр, Соммей переходит в «Ренн». Первый матч за свою новую команду он проводит 8 августа 1998 против «Осера».
В летнее трансферное окно 2000 года Соммей присоединяется к «Бордо», за который дебютирует в матче 1 тура с «Мецом». В сезоне 2000/01 Давид принял участие в 29 матчах и вместе с командой выиграл Кубок французской лиги. На следующий год Давид провёл 31 игру за «Бордо» в Лиге 1.
В январе 2003 года Соммей заключил соглашение сроком на 3,5 года с английским клубом «Манчестер Сити». В Премьер Лиге Давид дебютирует в матче против «Фулхэма». Соммей проводит все оставшиеся матчи сезона 2002/03 выходя в стартовом составе.
Несмотря на довольно успешное начало карьеры в Англии, Давид к январю 2004 года теряет место в составе «горожан». В феврале 2004 Соммей был отдан в аренду в «Марсель» в обмен на аренду Даниэля ван Бюйтена. За полгода в «Марселе» Давид провёл 13 матчей, однако руководство клуба решило не приобретать игрока на постоянной основе.
В мае 2006 года у Давида заканчивается контракт с «Манчестер Сити», и он становится свободным агентом. летом того же года Соммей заключает двухлетнее соглашение с только что вышедшим в Премьер Лигу «Шеффилд Юнайтед». Однако по итогам сезона его новая команда вылетает в Чемпионшип, а Соммей, приняв участие только в 5 матчах, покидает клуб.
19 июля 2007 года Соммей подписывает двухлетний контракт с «Валансьеном». 20 августа 2008 год а во время тренировки у Давида происходит сердечный приступ, он впадает в кому, из которой футболисту удается выйти только 4 сентября. Соммею удалось восстановиться после последствий болезни, но футбольную карьеру игрок завершил.

## Карьера в сборной
В январе 2007 года Давид был включён в состав сборной Гваделупы для участия в Золотом кубке КОНКАКАФ 2007. На турнире Соммей провёл все пять матчей своей команды, а его сборная смогла дойти до полуфинала, где уступила мексиканцам 0:1.

## Достижения
«Кан»
- Победитель Дивизиона 2: 1995/96

«Бордо»
- Обладатель Кубок французской лиги: 2001/02